# Carey More
Pour les articles homonymes, voir More.
Carey More, née le 15 octobre 1957 à Londres, est une actrice britannique. 

## Biographie
Elle est la sœur jumelle de l'actrice Camilla More. Les deux sœurs ont joué ensemble dans de nombreux films et séries. En France, elles sont connues pour le rôle des sœurs jumelles dans le film d'Yves Robert : Le Jumeau.
Carey est également connue pour son rôle de Terri dans le film d'horreur Vendredi 13 : Chapitre final.
Elle est divorcée du journaliste Philippe Manœuvre avec qui elle a eu une fille prénommée Manon en 1988.

## Filmographie

### Cinéma
- 1984 : Vendredi 13 : Chapitre final (Friday the 13th: The Final Chapiter) : Teri
- 1984 : Le Jumeau : Liz Kerner
- 1985 : Once Bitten : Moll Flanders

### Télévision
- 1984 : L'Île fantastique (Fantasy Island) (Série TV) : Une infirmière
- 1984 : Calendrier Sanglant (Calendar Girl Murders) (Téléfilm)
- 1987 : Des jours et des vies (Days of Our Lives) (Série TV) : Grace Forrester
- 2014 : Mansion Hunters (Série TV)